# 福井県道130号河内熊川線
福井県道130号河内熊川線（ふくいけんどう130ごう こうちくまがわせん）は福井県三方上中郡若狭町を通る一般県道である。

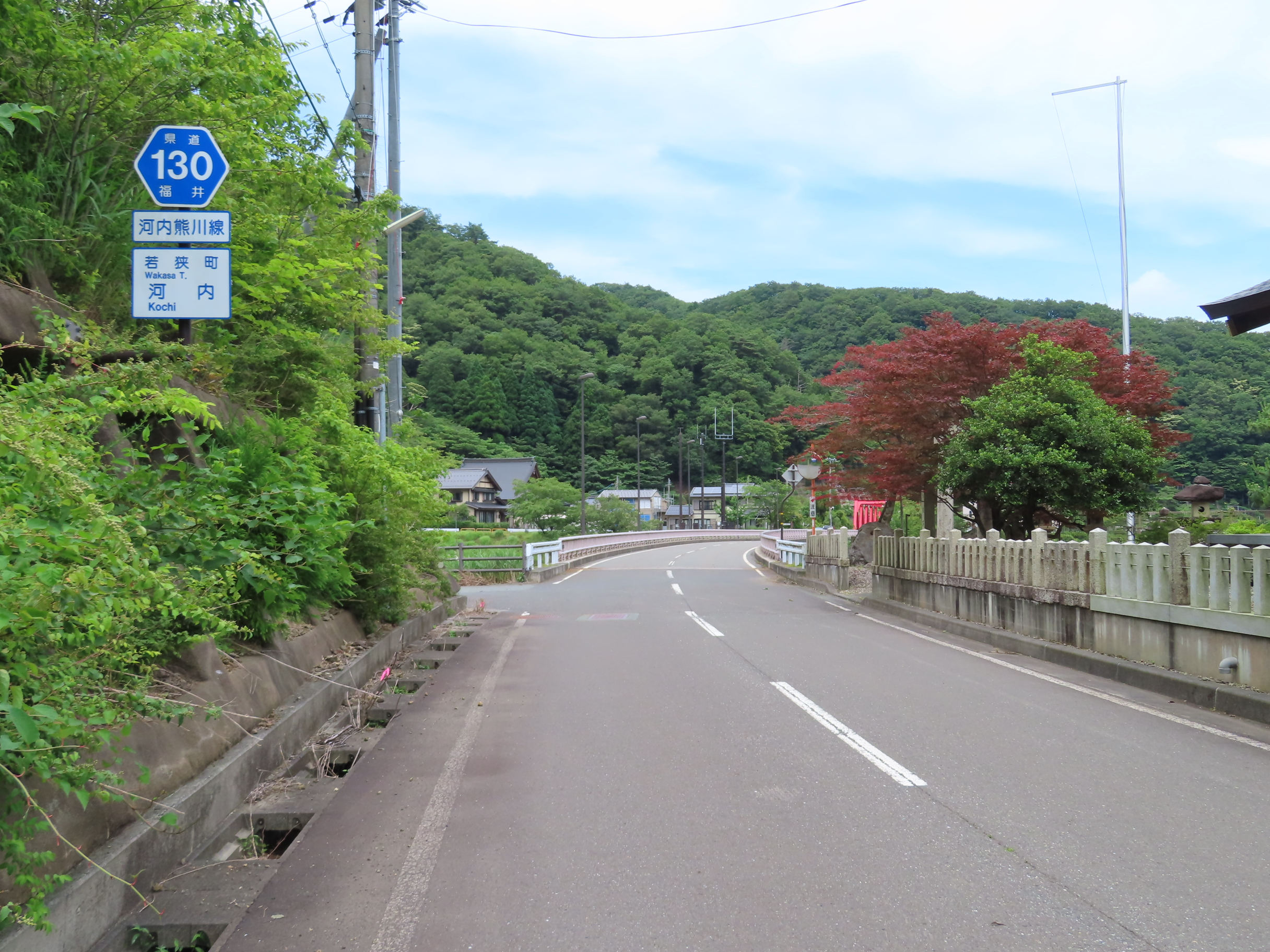
若狭町河内

## 路線概要
沿線には河内温泉や発電所があり、終点付近は熊川宿の町並みが残る集落を通過している。このほか、若桜町森林公園があるが、2008年現在は、ダム開発事業のため使用不可となっている。県道沿いの河内川では2012年12月より河内川ダムの建設が始まっており、ダム完成後は現道がダム湖に水没することから、同時に付け替え工事が行われている。

### 路線データ
- 起点：福井県三方上中郡若狭町河内

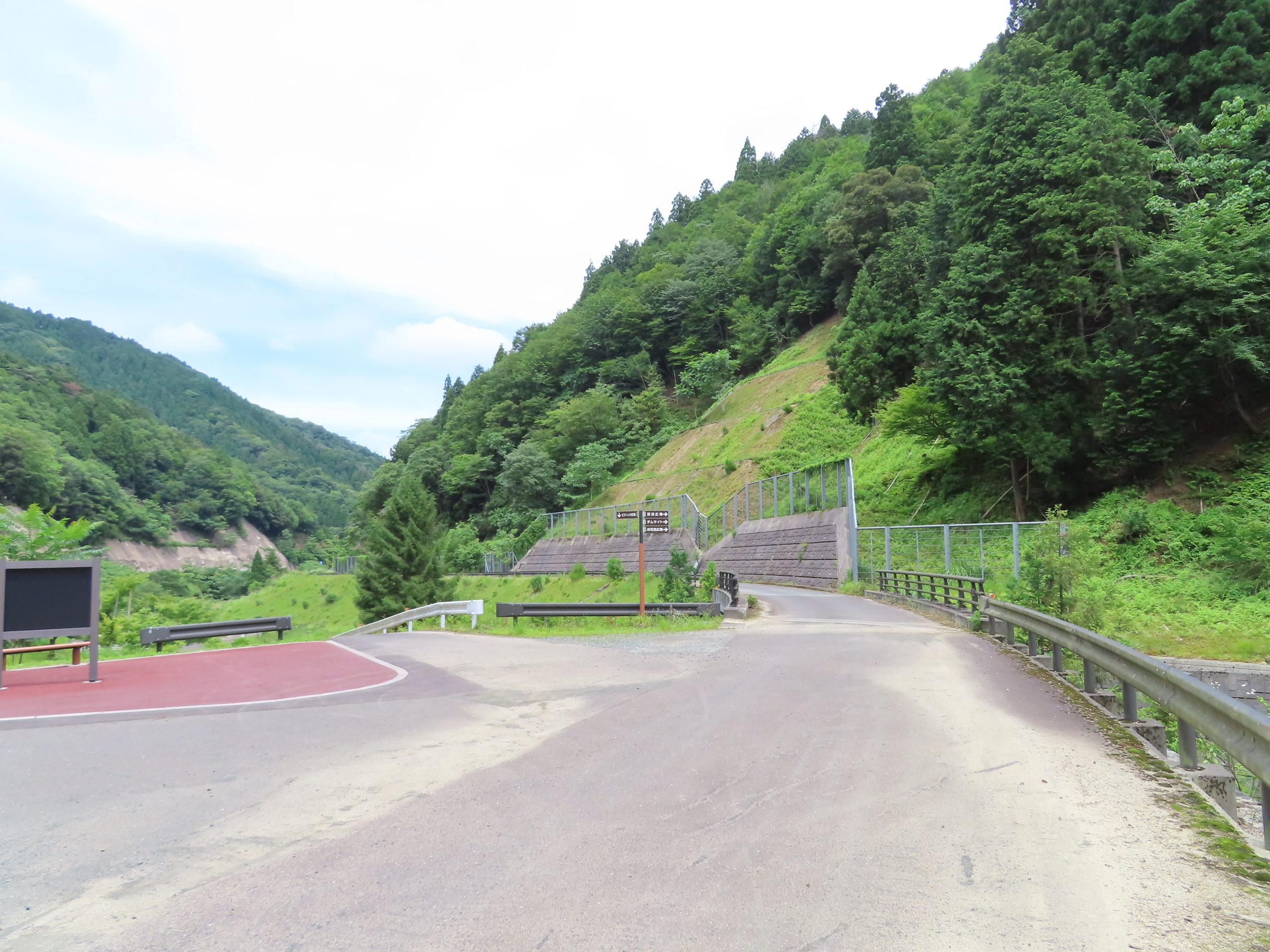
起点付近

- 終点：福井県三方上中郡若狭町熊川（国道303号交点）

## 道路状況
終点の熊川付近を除けば、ほぼ全線が離合困難な狭路で一定の間隔で離合場所が設けられている。しかし、ガードレールやカーブミラーは設置されていない、いわゆる険道である。冬季通行止めにはならないが、河内温泉より先は除雪されていない。

## 交差する道路
- 国道303号（国道367号重複）